# 東京都道416号古川橋二子玉川線

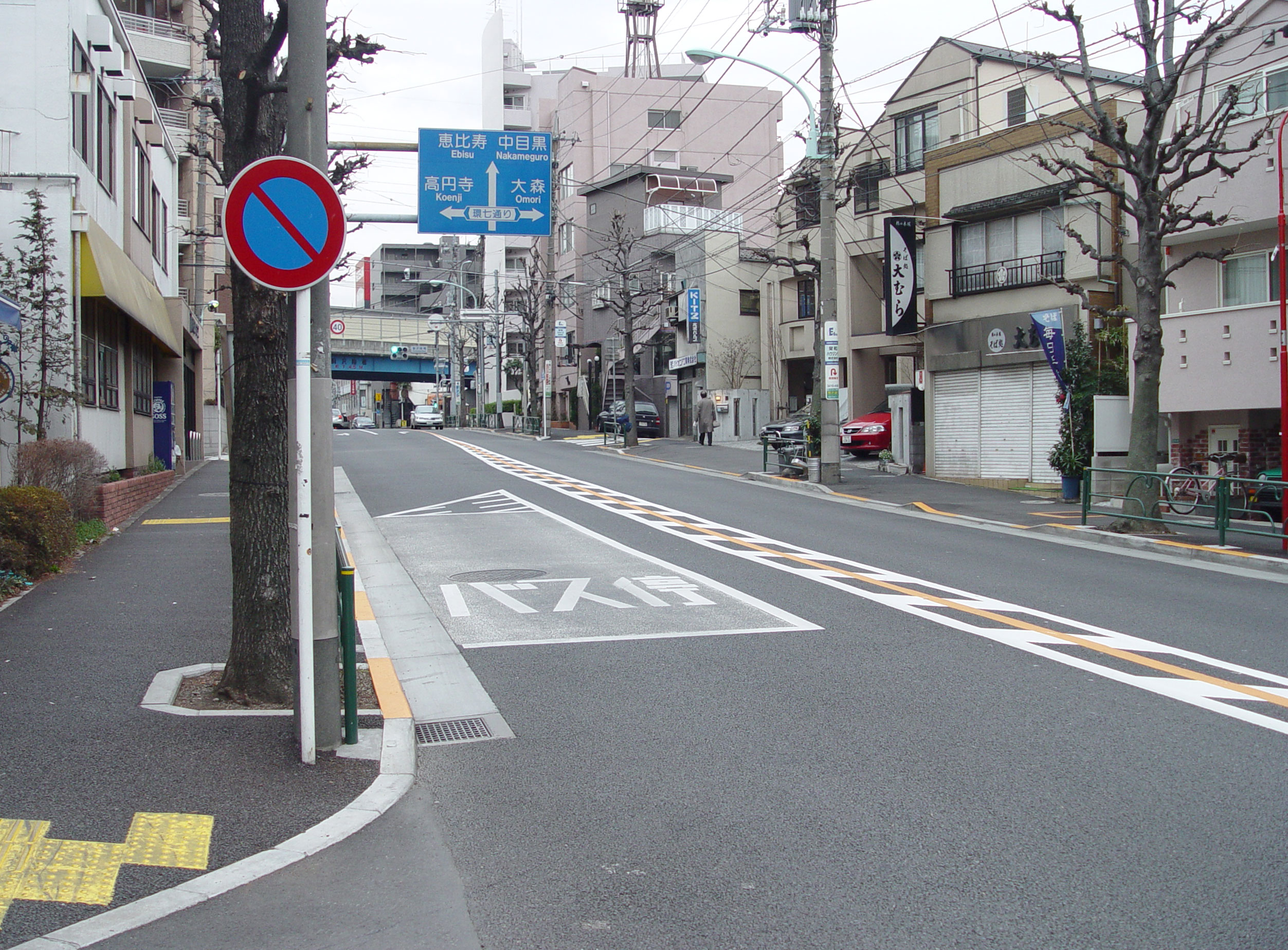
目黒区柿の木坂2/3丁目。環七通り交点、駒沢陸橋交差点を奥に見る。

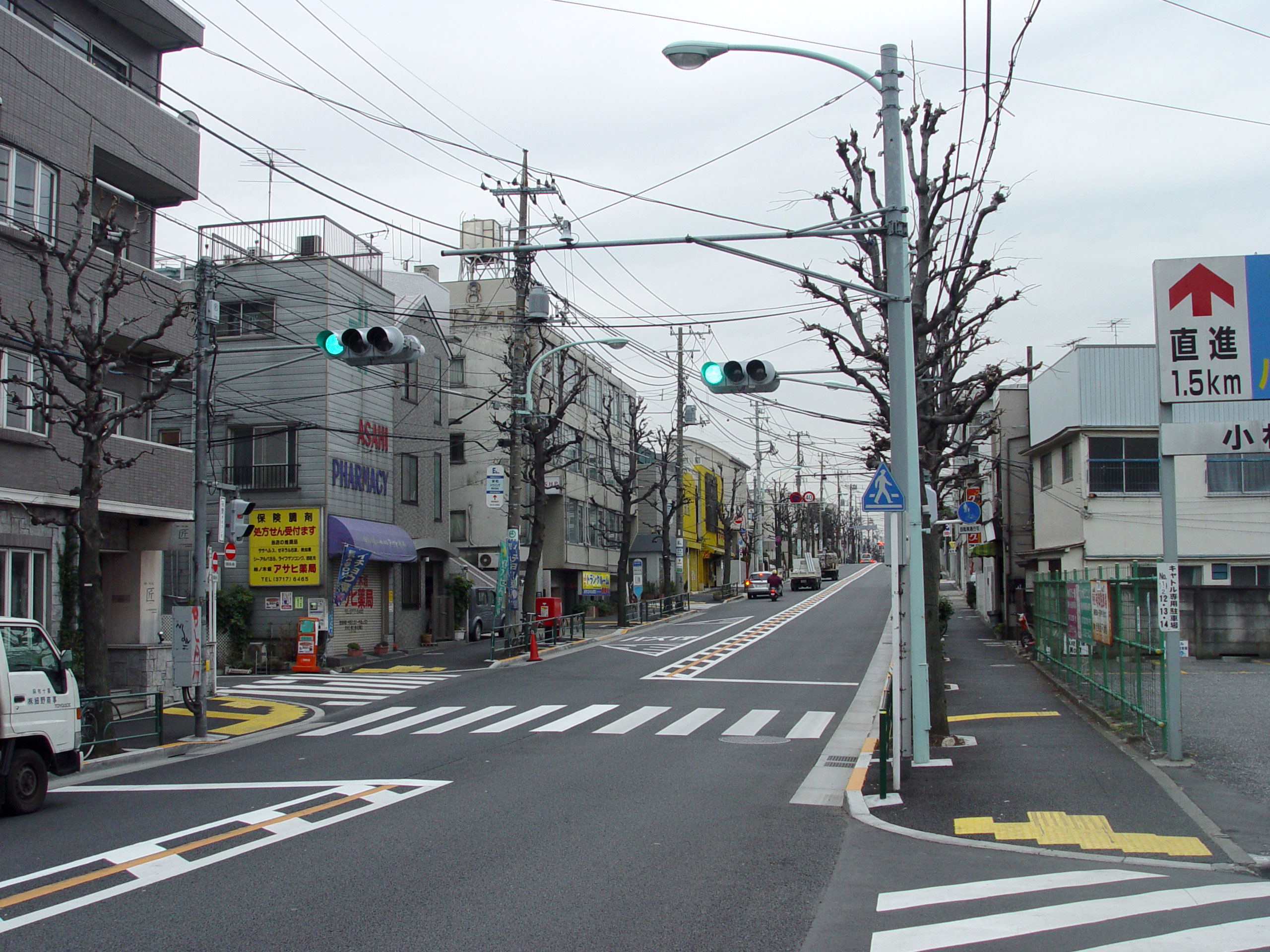
目黒区柿の木坂2/3丁目

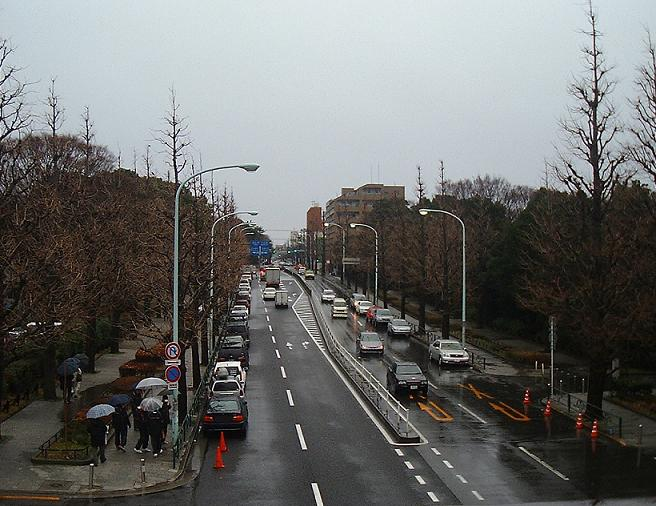
駒沢オリンピック公園から見た、上り方面

東京都道416号古川橋二子玉川線（とうきょうとどう416ごう ふるかわばしふたこたまがわせん）は、東京都港区と世田谷区を結ぶ特例都道である。通称は起点から渋谷橋交差点までが「明治通り」（めいじどおり）、渋谷橋交差点から終点までが「駒沢通り」（こまざわどおり）。
明治通り区間のうち、天現寺橋交差点から渋谷橋交差点間は環状5の1号線に属する。

## 概要

### 路線データ
- 古川橋交差点（東京都道415号高輪麻布線）
- 多摩美大前交差点（国道466号・東京都道311号環状八号線《環八通り》）

## 路線状況

### 通称
- 起点から渋谷橋交差点まで - 明治通り
- 渋谷橋交差点から終点まで - 駒沢通り

## 重複する区間
- 渋谷橋交差点 - 恵比寿一丁目交差点（東京都道305号芝新宿王子線）
- 鎗ヶ崎交差点 - 中目黒立体交差点（東京都道317号環状六号線）

## 地理

### 通過する自治体
- 東京都
  - 港区
  - 渋谷区
  - 目黒区
  - 世田谷区

### 経路
都心側から
| 交差する道路                                   | 交差点名           | 所在地 | 所在地   |
| ---------------------------------------------- | ------------------ | ------ | -------- |
| 明治通り区間                                   |                    |        |          |
| 東京都道415号高輪麻布線（放射1号線）           | 古川橋             | 東京都 | 港区     |
| 東京都道418号北品川四谷線（外苑西通り）        | 天現寺橋           | 東京都 | 渋谷区   |
| 東京都道305号芝新宿王子線（明治通り）          | 渋谷橋             | 東京都 | 渋谷区   |
| 駒沢通り区間                                   |                    |        |          |
| 東京都道305号芝新宿王子線（恵比寿通り）        | 恵比寿一丁目       | 東京都 | 渋谷区   |
| 東京都道317号環状六号線（旧山手通り）          | 鎗ヶ崎             | 東京都 | 渋谷区   |
| 東京都道317号環状六号線（山手通り）            | 中目黒立体交差     | 東京都 | 目黒区   |
| 東京都道420号鮫洲大山線（三宿通り）            | 五本木             | 東京都 | 目黒区   |
| 東京都道318号環状七号線（環七通り）            | 駒沢陸橋           | 東京都 | 目黒区   |
| 東京都道426号上馬奥沢線（自由通り）            | 東京医療センター前 | 東京都 | 世田谷区 |
| （駒八通り）                                   | 駒沢公園           | 東京都 | 世田谷区 |
| （駒沢公園通り）                               | 深沢不動           | 東京都 | 世田谷区 |
| （用賀中町通り）                               | 中町四丁目         | 東京都 | 世田谷区 |
| 国道466号・東京都道311号環状八号線（環八通り） | 多摩美大前         | 東京都 | 世田谷区 |
| （駒沢通り）二子玉川方面                       |                    |        |          |

- 五本木～駒沢陸橋間でも、世田谷区に属する区域を通過する。

### 沿線
- 首都高速2号目黒線天現寺出入口
- 恵比寿駅
- 東急東横線 代官山駅 - 学芸大学駅の各駅
- 目黒区役所
- 碑文谷公園
- 国立病院機構東京医療センター
- 駒沢公園
  - 駒沢陸上競技場
- 日本体育大学
- 東京都立園芸高等学校
- 多摩美術大学